# Joshua Fishman
Joshua Aaron Fishman (ídix: שיקל פֿישמאַן - Shikl Fishman) (Filadèlfia, 18 de juliol de 1926 - Ciutat de Nova York, 1 de març de 2015) fou un sociolingüista estatunidenc. Es va especialitzar en sociologia del llenguatge, planificació lingüística, educació bilingüe i etnologia de la comunicació. Fins a la seua mort, era professor emèrit en ciències socials a la Yeshiva University de Nova York i professor visitant en Educació a la Universitat Stanford.
El punt de partida de Fishman en els estudis lingüístics va ser la identificació dels motius pels quals hi havia comunitats multilingües que mantenien la seva llengua i altres l'abandonaven. Així, en els primers estudis realitzats amb el també lingüista americà John J. Gumperz, van observar com les comunitats estables es caracteritzaven per tenir estructurades les funcions comunicatives reservades a cada llengua. A partir d'aquí, Fishman es va centrar a veure la societat com una entitat on les llengües ocupaven un lloc i va establir un esquema que coneixeria un gran èxit en el món de la sociolingüística: el concepte d'àmbit d'ús lingüístic, entès des del punt de vista de l'estructura social i el concepte de normes d'ús lingüístic, entès des de la perspectiva individual.

## La diglòssia de Fishman
Si Charles A. Ferguson parlava del terme diglòssia per referir-se a una situació sociolingüística on cohabiten dues varietats lingüístiques d'un mateix idioma, l'A (alta), utilitzada en contextos formals i B (baixa), usada en contextos informals, Fishman n'ampliarà el seu contingut a partir de les seves observacions. Així, estableix una correlació entre la definició convencional del terme bilingüisme que s'atribueix a la dimensió individual del parlant i la de diglòssia, amb una distribució social que s'entenia com l'especialització funcional de les varietats parlades en una comunitat, una concepció que el porta a establir una classificació amb els quatre grans casos que possibiliten tota la combinatòria i que permeten l'estudi i l'anàlisi de la sociologia del llenguatge des d'una multitud de perspectives i interessos.
En l'exemplificació de casos, Fishman va distinguir quatre grups: 1. diglòssia amb bilingüisme; 2.bilingüisme sense diglòssia; 3. diglòssia sense bilingüisme i 4.ni bilingüisme ni diglòssia. Amb aquesta distribució determina que la diglòssia és un fenomen universal que es dona en totes les societats multilingües i per tal com és la mateixa societat qui crea les diferències lingüístiques, també n'estabilitza l'equilibri.
Apuntava dificultats per establir societats afectades per al grup 1, amb una situació de diglòssia amb bilingüisme i es va remetre a l'ús del guaraní i del castellà a Paraguai com un dels patrons més aproximats a aquesta situació. Tanmateix, sí que els va poder establir en subgrups com la Suïssa germànica, els jueus mascles de la diàspora o algunes corporacions privades a l'àrea de Quebec, on es produïa una distribució d'usos lingüístics ben establerta.
El grup 2, bilingüisme sense diglòssia el formen els grups humans diferenciats socialment i culturalment que conviuen dins una mateixa entitat política. L'exemplificació de Fishman es va centrar en les elits anteriors a la I Guerra Mundial, les quals utilitzaven llengües diferents per a les seves relacions internes, mentre que la resta de la població era monolingüe en la varietat de cada territori.
El grup 3, diglòssia sense bilingüisme, la trobem en aquelles comunitats que havien perdut o no havien assolit les normes de selecció de les varietats. En aquest aspecte destaquen les comunitats immigrades que utilitzen les llengües d'origen i de destinació sense una distribució clara de funcions, una situació que sol ser passatgera.
El grup 4, ni bilingüisme ni diglòssia, la trobem en comunitats reduïdes, aïllades i generalment autosuficients on la diversitat social i lingüística és fonamentalment nul·la. Es tracta de comunitats de caçadors-recol·lectors, "més fàcils d'imaginar que de trobar" (Fishman 1991).

## Capgirament de la substitució lingüística (CSL)
Amb tot, el colofó a l'obra de Fishman serà la publicació Reversing Language Shift (1991) o capgirament de la substitució lingüística (CSL), on elabora una reflexió teòrica que “permet arribar a una modernització autoregulada basada en el context a través de la permanència” (Fishman 1991) des de l'angle de la planificació social.
L'escala gradual de disrupció intergeneracional (Graded Intergenerational Disruption Scale), on X és la llengua pròpia de la comunitat o minoritzada i Y és la dominant, permet mesurar el grau de vitalitat d'una llengua en procés de recessió i parteix de la consideració que la transmissió lingüística intergeneracional és l'eix neuràlgic per al seu manteniment.
| Escala gradual de disrupció intergeneracional (EGDI) |
| --- |
| 8. La majoria de parlants de X són gent gran socialment aïllada. X s'ha de recompondre a partir de les seves boques i memòries i s'ha d'ensenyar a adults no concentrats demogràficament. |
| 7. La majoria de parlants de X són una població socialment integrada i etnolingüísticament activa, però ja han superat l'edat de reproducció.                                             |
| 6. Assoliment d'oralitat informal intergeneracional, concentració demogràfica i encoratjament institucional.                                                                              |
| 5. Assoliment d'ús escrit a casa, a l'escola i a la comunitat, però sense suport extracomunitari de l'ús escrit.                                                                          |
| 4. X en l'educació primària, d'acord amb allò que estableixen les lleis d'educació obligatòria.                                                                                           |
| 3. Ús de X en l'àmbit bàsic de treball (fora de les comunitats de X) que comporta interacció amb parlants de Y.                                                                           |
| 2. X en serveis bàsics governamentals i en mitjans de comunicació, però no en les més altes esferes.                                                                                      |
| 1. Ús de X en educació, empreses, govern i mitjans de comunicació d'alt nivell (sense la seguretat que dona la independència política).                                                   |

Així, els estadis de 8 a 5 constitueixen els processos de reconstrucció, (re)aprenentatge, transmissió i alfabetització de X i els estadis 4-1 representen l'escolarització, (re)introducció al mercat laboral, oficialització mínima i oficialització màxima de la llengua minoritzada. El capgirament de la substitució lingüística de Fishman ha esdevingut un model de reflexió a tenir molt en compte per a les polítiques de planificació lingüística i de gestió de la diversitat.

## Obra
en anglès
- 1965. Yiddish in America: socio-linguistic description and analysis. Bloomington: Indiana University Press; The Hague, Netherlands: Mouton
- 1966. Language loyalty in the United States; the maintenance and perpetuation of non-English mother tongues by American ethnic and religious groups. The Hague: Mouton
- 1966. Hungarian language maintenance in the United States. Bloomington: Indiana University Press
- 1968. Language problems of developing nations. Nova York: Wiley
- 1968. Readings in the sociology of language. The Hague, Paris: Mouton
- 1970. Sociolinguistics: a brief introduction. Rowley, Mass.: Newbury House
- 1971. Bilingualism in the barrio. Bloomington: Indiana University Press
- 1971-2. Advances in the sociology of language. The Hague: Mouton
- 1972. Language in Sociocultural Change. Essays by Joshua A. Fishman. Ed. Anwar S. Dil. Stanford: Stanford University Press
- 1972. The sociology of language; an interdisciplinary social science approach to language in society. Rowley, Mass.: Newbury House
- 1973 (c 1972). Language and nationalism; two integrative essays. Rowley, Mass.: Newbury House
- 1974. Advances in language planning. The Hague: Mouton
- 1976. Bilingual education: an international sociological perspective. Rowley, Mass.: Newbury House
- 1977. Advances in the creation and revision of writing systems. The Hague: Mouton
- 1978. Advances in the study of societal multilingualism. The Hague: Mouton
- 1981. Never Say Die: A Thousand Years of Yiddish in Jewish Life and Letters. The Hague: Mouton. ISBN 90-279-7978-2 (in Yiddish and English)
- 1982. The acquisition of biliteracy: a comparative ethnography of minority ethnolinguistic schools in New York City. New York, N.Y.: Yeshiva University, Ferkauf Graduate School
- 1982. Bilingual education for Hispanic students in the United States. New York: Teachers College Press
- 1983. Progress in language planning: international perspectives. Berlin & New York: Mouton.
- 1985. The rise and fall of the ethnic revival: perspectives on language and ethnicity. Berlin & New York: Mouton
- 1987. Ideology, Society and Language: The Odyssey of Nathan Birnbaum. Ann Arbor: Karoma Publishers
- 1991.  Bilingual education.  Amsterdam & Philadelphia: J. Benjamins Pub. Co, 1991.
- 1991.  Reversing language Shift: Theory and Practice of Assistance to Threatened Languages.  Clevedon: Multilingual Matters, 1991. ISBN 978-1-85359-122-8.
- 1991. Language and Ethnicity. Amsterdam & Philadelphia: J. Benjamins Pub. Co
- 1996. Post-Imperial English: The Status of English in Former British and American Colonies and Spheres of Influence. (ed.) Mouton de Gruyter, Berlin
- 1997. In Praise of the Beloved Language; The Content of Positive Ethnolinguistic Consciousness. Berlin, Mouton de Gruyter
- 1997. The Multilingual Apple: Languages in New York (with Ofelia Garcia). Berlin, Mouton de Gruyter
- 1999. Handbook of Language and Ethnicity (ed.). New York, Oxford University Press. Revised ed. 2009. (ISBN 0-19-537492-4)
- 2000. Can Threatened Languages Be Saved? Clevedon, Multilingual Matters
- 2006. Do Not Leave Your Language Alone: The Hidden Status Agendas Within Corpus Planning in Language Policy. Lawrence Erlbaum Associates. (ISBN 0-8058-5024-4) (ISBN 978-0-8058-5024-6)

traduccions en català o en castellà
Per una bibliografia completa de l'obra traduïda vegeu «Joshua A. Fishman (1926-2015)».
- Sociología del lenguaje.  Madrid: Cátedra, 1979. traducció de The sociology of language (1972)
- «La relació entre micro i macro-sociolingüística en l'estudi de qui parla, quina llengua, a qui i quan». Llengües en contacte, núm. 3, 1984, pàg. 51-66. traducció de  «The Links between micro and macro-sociolinguistics in the study of who speaks what language to whom and when». A: The ethnography of communication: directions in sociolinguistics (en anglès).  Nova York: Holt, 1972, p. 437-453.
- «Tres casos amb (més o menys) èxit: l'hebreu modern, el francès al Quebec i el català a Espanya». Treballs de Sociolingüística Catalana [València], núm. 11, pàg. 19-48. Traducció de parts de  Reversing language shift. Theoretical and empirical foundations of assistance to threatened languages, 1991.
- Llengua i identitat.  Alzira: Bromera, p. 292. ISBN 9788476606575.